# Fibula (nakit)
Fibula (latinski za "učvrstiti") (spona, kopča) je predmet koji služi za zapinjanje i pričvršćivanje odjeće, drevni oblik broša. Fibule su zamijenile igle koje su korištene u neolitiku i brončanom dobu. Latinski naziv je izvorno stajao samo za starorimske broševe, no kasnije se ustalio za sve antičke i predromaničke broševe cijele Europe. Za razliku od modernih broševa, drevne fibule nisu samo bile dekorativni dio nakita, već su imale praktičnu svrhu: da učvrste odjeću, uključujući ogrtače. Fibule su se prestale koristiti kada su u srednjem vijeku razvijena dugmad, no njihov nasljednik, zapinjače, koriste se i dan danas.
Postoje stotine različitih vrsta, oblika i veličina fibula ovisno o povijesnim razdobljima, kulturnoj ili zemljopisnoj pripadnosti. Izrađivale su se najčešće od bronce, rjeđe od plemenitih metala. Kao predmeti široke uporabe odražavaju razvoj ukusa i postupnu promjenu mode te su izvrstan kronološki oslonac za praćenje faza kulturnog razvoja.
U liburnskoj kulturi postoji dvadesetak vrsta fibula s više podvrsta i inačica. Neke imaju uža mjesna svojstva, dok druge prate promjenu ukusa na širim područjima.

## Konstrukcija
Većina je fibula izrađena od bakrenih slitina, odnosno bronce i mjedi, te željeza, no ima i primjeraka izrađenih od zlata ili srebra. Većinom su izrađene od 4 osnovna dijela, tijela, igle, opruge i kopče, dok su jednostavnije imale smao po 2 dijela. Od drugih materijala na fibulama se kao ures javljaju i emajl, nielo, drago i poludrago kamenje, staklo, koralji te kost.

## Povijesni razvoj

### Brončanodobne fibule
Prvi se primjerci javljaju u kasno brončano doba, radi se o tzv. fibulama u formi violinskog gudala. U Hrvatskoj se javljaju krajem 13. st. pr. Kr. unutar brončanog inventara kulture polja sa žarama - grupe Zagreb. Izgledom i tehničkim rješenjem skoro su jednake modernim sigurnosnim iglama ("zihericama").
Drugi je osnovni oblik fibule fibula u obliku jako izraženog luka. Najraniji primjeri javljaju se u 12. stoljeću prije Krista, ovaj tip fibule koristio se više od 500 godina.
Treći osnovni tip brončanodobne fibule je fibula od spiralno savijene žice.

### Željeznodobne fibule
U željezno doba počinje širenje uporabe fibule. Fibule visokog luka postaju sve više urešene geometrijskim uresima.

### Rimske fibule
U prvom stoljeću po Kristu broj tipova fibula, te arheoloških nalaza istih drastično raste, prije svega zahvaljujući dobroj razvijenosti rimskih radionica.

### Postrimske fibule
Postoje brojne vrste fibula iz postrimskog razdoblja.